# Aplosonyx duvivieri
Aplosonyx duvivieri là một loài bọ cánh cứng trong họ Chrysomelidae. Loài này được Jacoby miêu tả khoa học năm 1900.